# Mary Keitany
Mary Jepkosgei Keitany (née le 17 janvier 1982 dans le District de Baringo) est une athlète kényane spécialiste des courses de fond. Elle a notamment remporté à 4 fois le Marathon de New-York et 3 fois celui de Londres.

## Biographie
Elle remporte en 2009 à Birmingham les titres individuels et par équipes des Championnats du monde de semi-marathon. 
Le 18 février 2011, lors du semi-marathon de Ras el Khaïmah, aux Émirats arabes unis, Mary Keitany établit un nouveau record du monde de la discipline en réalisant le temps de 1 h 05 min 50 s, améliorant de 35 secondes la meilleure marque mondiale détenue depuis 2007 par sa compatriote naturalisée néerlandaise Lornah Kiplagat. 
Le 17 avril 2011, elle remporte le marathon de Londres en 2 h 19 min 10 s, devenant l'auteure de la quatrième meilleure performance mondiale sur marathon.
Le 20 juin 2015, Mary Keitany remporte le semi-marathon d'Olomouc avec un chrono de 1 h 6 min 38 s.
Mariée à son compatriote et athlète Charles Koech, et mère de deux enfants, Jared, né en juin 2008, et Samantha, née en avril 2013, elle a cessé toute activité sportive entre les trois mois de grossesse et les six mois de ses nouveau-nés
Le 25 juin 2016, elle remporte le semi-marathon d'Olomouc pour la deuxième fois en 1 h 8 min 53 s. Le 6 novembre, elle remporte pour la troisième fois consécutive le marathon de New York en 2 h 24 min 26 s.
Le 23 avril 2017, elle remporte le marathon de Londres en 2 h 17 min 01 s, devenant l'auteure de la deuxième performance mondiale de tous les temps derrière Paula Radcliffe et son record du monde de 2 h 15 min 25 s.
Le 22 septembre 2021, elle met un terme à sa carrière.

## Palmarès
| Date | Compétition                               | Lieu                | Résultat | Place       |
| ---- | ----------------------------------------- | ------------------- | -------- | ----------- |
| 2007 | Semi-marathon de Lille                    | Lille               | 1re      | Individuel  |
| 2007 | Championnats du monde de course sur route | Udine               | 2e       | Individuel  |
| 2007 | Championnats du monde de course sur route | Udine               | 1re      | Par équipes |
| 2009 | Semi-marathon de Lille                    | Lille               | 1re      | Individuel  |
| 2009 | Championnats du monde de semi-marathon    | Birmingham          | 1re      | Individuel  |
| 2009 | Championnats du monde de semi-marathon    | Birmingham          | 1re      | Par équipes |
| 2010 | Marathon de New York                      | New York            | 3e       | Individuel  |
| 2010 | BIG 25 Berlin                             | Berlin              | 1re      | Individuel  |
| 2011 | Marathon de Londres                       | Londres             | 1re      | Individuel  |
| 2011 | Marathon de New York                      | New York            | 3e       | Individuel  |
| 2012 | Marathon de Londres                       | Londres             | 1re      | Individuel  |
| 2014 | Marathon de New York                      | New York            | 1re      | Individuel  |
| 2014 | Great North Run                           | Newcastle-upon-Tyne | 1re      | Individuel  |
| 2015 | Marathon de Londres                       | Londres             | 2e       | Individuel  |
| 2015 | Semi-marathon d'Olomouc                   | Olomouc             | 1re      | Individuel  |
| 2015 | Great North Run                           | Newcastle-upon-Tyne | 1re      | Individuel  |
| 2015 | Marathon de New York                      | New York            | 1re      | Individuel  |
| 2016 | Semi-marathon d'Olomouc                   | Olomouc             | 1re      | Individuel  |
| 2016 | Marathon de New York                      | New York            | 1re      | Individuel  |
| 2017 | Marathon de Londres                       | Londres             | 1re      | Individuel  |
| 2017 | Great North Run                           | Newcastle-upon-Tyne | 1re      | Individuel  |
| 2018 | Marathon de New York                      | New York            | 1re      | Individuel  |
| 2019 | Marathon de New York                      | New York            | 2e       | Individuel  |

## Records
| Épreuve       | Performance     | Date            | Lieu           |
| ------------- | --------------- | --------------- | -------------- |
| 5 000 m       | 16 min 29 s 4   | 29 juin 2006    | Nairobi        |
| 10 000 m      | 32 min 18 s 07  | 17 mai 2007     | Utrecht        |
| Semi-marathon | 1 h 05 min 50 s | 18 février 2011 | Ras el Khaïmah |
| Marathon      | 2 h 17 min 01 s | 23 avril 2017   | Londres        |